# Roger Kluge
Roger Kluge (Eisenhüttenstadt, 5 febbraio 1986) è un pistard e ciclista su strada tedesco che corre per il team Rad-Net Oßwald. Su pista è stato tre volte campione del mondo nell'Americana, conquistando anche la medaglia d'argento nella corsa a punti ai Giochi olimpici di Pechino 2008, mentre su strada ha vinto una tappa al Giro d'Italia 2016.

## Carriera
Nella categoria open su pista si aggiudica tre campionati nazionali, due titoli europei, uno nell'americana e uno nell'omnium, nonché, nella specialità dello scratch, la classifica generale della Coppa del mondo 2007-2008. Nel 2008, dopo un argento e un bronzo ai campionati del mondo di Manchester, conquista la medaglia d'argento nella corsa a punti ai Giochi olimpici di Pechino, battuto dal solo Joan Llaneras.
Nel 2008 inizia la carriera su strada con la squadra tedesca LKT Team-Brandenburg, mettendosi in evidenza soprattutto come velocista. Passa professionista nel 2010: dopo aver conseguito diversi successi di tappa in corse minori viene infatti messo sotto contratto dal ProTeam Milram. Nel 2011 passa alla formazione olandese Skil-Shimano, diventando elemento di riferimento per le volate del compagno di squadra Marcel Kittel. Nel 2014 passa alla formazione svizzera IAM, non cogliendo subito grandi risultati, eccezion fatta per un terzo posto nella tappa finale del Giro d'Italia 2015; con la stessa squadra partecipa al Giro d'Italia 2016, in cui ottiene la sua vittoria più prestigiosa su strada, con una stoccata nel finale sul traguardo di Cassano d'Adda.

## Palmarès

### Pista
- 2006 (Under-23)

UIV Cup København - Sei giorni di Copenaghen (con Erik Mohs)
- 2007

Campionati tedeschi, Corsa a punti
1ª tappa Coppa del mondo 2007-2008, Scratch (Sydney)
- 2008

1ª tappa Coppa del mondo 2008-2009, Americana (Manchester, con Olaf Pollack)
Classifica generale Coppa del mondo 2007-2008, Scratch
- 2009

Campionati tedeschi, Americana (con Olaf Pollack)
Campionati tedeschi, Inseguimento a squadre (con Stefan Schäfer, Johannes Kahra e Robert Bartko)
Campionati europei, Americana (con Robert Bartko)
Sei giorni di Amsterdam (con Robert Bartko)
- 2010

Sei giorni di Amsterdam (con Robert Bartko)
Campionati europei, Omnium
- 2011

Sei giorni di Berlino (con Robert Bartko)
1ª prova Coppa del mondo 2011-2012, Omnium (Astana)
- 2012

Campionati tedeschi, Inseguimento individuale
- 2013

Sei giorni di Berlino (con Peter Schep)
Campionati tedeschi, Inseguimento a squadre (con Felix Donath, Stefan Schäfer, Franz Schiewer)
- 2015

Radsport-Meeting Dudenhofen, Omnium
Campionati tedeschi, Omnium
- 2016

Campionati tedeschi, Corsa a punti
- 2017

Sei giorni di Rotterdam (con Christian Grasmann)
- 2018

Campionati del mondo, Americana (con Theo Reinhardt)
Grenchen, Americana (con Moritz Malcharek)
Campionati tedeschi, Omnium
- 2019

Sei giorni di Berlino (con Theo Reinhardt)
Campionati del mondo, Americana (con Theo Reinhardt)
3ª prova Coppa del mondo, Americana (Hong Kong con Theo Reinhardt)
- 2022

Campionati tedeschi, Americana (con Theo Reinhardt)
Campionati europei, Americana (con Theo Reinhardt)
- 2023

Six Day Weekend Berlin, Americana (con Theo Reinhardt)
Campionati europei, Americana (con Theo Reinhardt)
Coppa delle Nazioni, Americana (Jakarta con Theo Reinhardt)
Coppa delle Nazioni, Americana (Il Cairo con Theo Reinhardt)
- 2024

Campionati europei, Americana (con Theo Reinhardt)
Sei giorni di Brema, Americana (con Theo Reinhardt)
Campionati del mondo, Americana (con Tim Torn Teutenberg)
- 2025

Sei giorni di Berlino, Americana (con Theo Reinhardt)

### Strada
- 2007 (Elite 2, due vittorie)

2ª tappa Brandenburg Rundfahrt (Prenzlau > Zehdenick)
Classifica generale Brandenburg-Rundfahrt
- 2008 (LKT Team Brandenburg, due vittorie)

4ª tappa Tour de Berlin (Birkenwerder > Birkenwerder)
1ª tappa Mainfranken-Tour (Lülsfeld > Sennfeld)
- 2009 (LKT Team Brandenburg, quattro vittorie)

6ª tappa Bałtyk-Karkonosze Tour (Lubań > Sulików)
4ª tappa Tour de Serbie (Novi Pazar > Niš)
2ª tappa Wyścig Solidarności i Olimpijczyków (Nowy Sącz > Jasło)
4ª tappa Wyścig Solidarności i Olimpijczyków (Tarnobrzeg > Radom)
- 2010 (Team Milram, una vittoria)

Neuseen Classics
- 2015 (IAM Cycling, una vittoria)

Prologo Ster ZLM Toer (Goes, cronometro)
- 2016 (IAM Cycling, una vittoria)

17ª tappa Giro d'Italia (Molveno > Cassano d'Adda)

#### Altri successi
- 2007 (Elite 2)

Criteroum di Höhnstedt
Criterium di Weilheim
- 2008 (LKT Team Brandenburg)

Lichterfelde - Berlin Criterium
1ª tappa Brandenburg Rundfahrt (Spremberg > Spremberg)
4ª tappa Brandenburg Rundfahrt (Guben, cronometro)
Classifica generale Brandenburg Rundfahrt
- 2009 (LKT Team Brandenburg)

Rund um Buckow (Criterium)
Criterium di Wangen
- 2010 (Team Milram)

Classifica giovani Tour of Qatar
- 2013 (Team NetApp)

Szlakiem Grodow Piastowskich Criterium - Legnica
- 2017 (ORICA-Scott)

Rund um Sebnitz
- 2018 (Mitchelton-Scott)

1ª tappa Hammer Hong Kong
Classifica generale Hammer Hong Kong
2ª tappa Hammer Sportzone Limburg
3ª tappa Hammer Sportzone Limburg
- 2024 (Rad-Net Oßwald)

Airfield Race - Offene LV-Meisterschaft 1er-Straße Berlin

## Piazzamenti

### Grandi Giri
- Giro d'Italia

2015: 162º
2016: 137º
2019: non partito (13ª tappa)
2021: ritirato (14ª tappa)
2022: 149°
- Tour de France

2010: non partito (9ª tappa)
2014: 139º
2019: 150º
2020: 146º
2021: ritirato (13ª tappa)

### Classiche monumento
- Milano-Sanremo

2012: ritirato
2014: 93º
2015: ritirato
2016: 116º
2018: 106º
2019: 117º
2021: 100º
2022: ritirato
- Giro delle Fiandre

2011: ritirato
2014: 96º
2015: ritirato
2016: 42º
2020: 36º
2021: ritirato
2022: ritirato
- Parigi-Roubaix

2010: fuori tempo
2011: ritirato
2012: fuori tempo
2013: 33º
2014: 44º
2015: 90º
2016: ritirato
2018: 69º
2022: 60º

### Competizioni mondiali
- Campionati del mondo su pista

Manchester 2008 - Scratch: 3º
Manchester 2008 - Americana: 2º
Pruszków 2009 - Corsa a punti: 7º
Pruszków 2009 - Americana: 5º
Pruszków 2009 - Inseguimento a squadre: 6º
Ballerup 2010 - Corsa a punti: 8º
Ballerup 2010 - Americana: 5º
Londra 2016 - Omnium: 2º
Apeldoorn 2018 - Americana: vincitore
Pruszków 2019 - Americana: vincitore
Berlino 2020 - Americana: 3º
Berlino 2020 - Omnium: 4º
Saint-Quentin-en-Yvelines 2022 - Corsa a punti: 2º
Saint-Quentin-en-Yvelines 2022 - Americana: 8º
Glasgow 2023 - Corsa a punti: 4º
Glasgow 2023 - Americana: 7º
Ballerup 2024 - Corsa a punti: 8°
Ballerup 2024 - Americana: vincitore
- Giochi olimpici

Pechino 2008 - Corsa a punti: 2º
Pechino 2008 - Americana: 5º
Londra 2012 - Omnium: 4º
Rio de Janeiro 2016 - Omnium: 6º
Tokyo 2020 - Inseguimento a squadre: 6º
Tokyo 2020 - Omnium: 9º
Tokyo 2020 - Americana: 9º
Parigi 2024 - Inseguimento a squadre: 9º
Parigi 2024 - Americana: 6º
- Campionati del mondo gravel

Belgio 2024 - Elite: 22º

### Competizioni europee
- Campionati europei su strada

Valkenburg 2012 - Cronosquadre: 18º
Glasgow 2018 - In linea Elite: ritirato
Monaco di Baviera 2022 - In linea Elite: 83º
Limburgo 2024 - In linea Elite: ritirato
- Campionati europei su pista

Cottbus 2007 - Scratch Under-23: 2º
Gent 2009 - Derny: 3º
Gent 2009 - Americana: vincitore
Pruszków 2010 - Omnium: vincitore
Apeldoorn 2011 - Omnium: 6º
Grenchen 2015 - Corsa a eliminazione: 10º
Glasgow 2018 - Americana: 2º
Monaco di Baviera 2022 - Corsa a punti: 4°
Monaco di Baviera 2022 - Americana: vincitore
Grenchen 2023 - Americana: vincitore
Grenchen 2023 - Omnium: 4°
Apeldoorn 2024 - Americana: vincitore
Heusden-Zolder 2025 - Corsa a punti: 7º
Heusden-Zolder 2025 - Americana: 2º